# The Monotones
The Monotones (в переводе с англ. — «Монотонность») — вокальный ду-воп секстет популярный в 1950-х годах. The Monotones считается группой одного хита, так как наиболее известна песней «The Book Of Love», которая достигла 5-го места в чарте Billboard Hot 100 в 1958 году.

## История
Группа The Monotones была сформирована в 1955 году семью вокалистами, жителями социального жилого комплекса Baxter Terrace в Ньюарке, штат Нью-Джерси, которые начали исполнять кавер-версии популярных песен. В их число входили:
- Солист Чарльз Патрик (родился 11 сентября 1938)[3]
- Ведущий тенор Уоррен Дэвис (родился 1 марта 1939)
- Дополнительный тенор Джордж Мелоун (5 января 1940 — 5 октября 2007)[4]
- Ведущий бас Фрэнки Смит (13 мая 1938 — 26 ноября 2000)
- Дополнительный бас Джон Райан (16 ноября 1940 — 30 мая 1972)
- Баритон Уоррен Райан (14 декабря 1937 — 16 июня 1982)[5]

Также, первоначально членом группы был Джеймс Патрик, брат Чарльза, однако он покинул её вскоре после формирования коллектива. Джон Райан и Уоррен Райан также были братьями.
Участники группы начинали в качестве вокалистов баптистского хора «New Hope», которым руководила Сисси Хьюстон, родственница братьев Патриков. Карьера The Monotones началась в 1956 году с появления в любительской телепрограмме Теда Мака, где они стали обладателями главного приза за исполнение песни «Zoom» группы The Cadillacs. Вскоре после этого Чарльз Патрик услышал по радио рекламу зубной пасты Pepsodent в которой был отрывок «wonder where the yellow went», вдохновивший его на строчку: «I wonder, wonder, wonder who!, who wrote the book of love», которую он, вместе с Дэвисом и Мелоуном, доработал до полноценной песни. В сентябре 1957 года группа записала сингл «The Book Of Love», который был выпущен на лейбле Mascot в декабре того же года. Небольшая звукозаписывающая компания не смогла справиться с популярностью композиции, и в феврале 1958 года она была переиздана на дочернем лейбле фирмы Chess Records — Argo Records. Песня стала национальным хитом, добравшись до 3-го места в ритм-энд-блюзовом чарте, а также до 5-го — в хит-параде популярной музыки. Тираж сингла составил более одного миллиона экземпляров. Кроме того, песня отметилась на 5-й строчке австралийского чарта и стала хитом в Великобритании — после того, как её перепела группа The Mudlarks.
The Monotones записали серию новых песен, включая «Zombi» и «The Legend of Sleepy Hollow», но они не добились успеха в чартах.
Группа распалась в 1962 году. Оставшиеся в живых участники секстета несколько раз выступали вместе, исполняя «The Book Of Love» на различных мероприятиях. Джон Райан умер в 1972 году в возрасте 31 года, его брат Уоррен умер в 1982 году. К 1994 году группа обновила состав, в который вошли Фрэнки Смит, Джорджа Мелоун, Карл Фоши, Бернард Рэнсом, Бернард Браун и Виктор Хартсфилд. Фрэнки Смит умер в 2000 году, а Джордж Мэлоун — в 2007-м.

## Синглы
(неполный список)
- «The Book of Love» / «You Never Loved Me» (Mascot 124 1957/Argo 5290) 1958
- «Tom Foolery» / «Zombi» (Argo 5301) 1958
- «The Legend Of Sleepy Hollow» / «Soft Shadows» (Argo 5321) 1958
- «Tell It To The Judge» / «Fools Will Be Fools» (Argo 5339) 1959
- «Reading The Book of Love» / «Dream» (Hull 735) 1959
- «Daddy’s Home, But Mamas Gone» / «Tattle Tale» (Hull 743) 1961